# De Grønne (Danmark)
 For alternative betydninger, se De Grønne. (Se også artikler, som begynder med De Grønne)
De Grønne (1983-2014) var et dansk politisk parti, der byggede sin politik på to hovedidéer: økologi og nærdemokrati. De Grønne var ikke alene inspireret af økologiske tænkere fra anden halvdel af det 20. århundrede og den europæiske grønne bevægelse, men også til en vis grad af ideer fra Midteroprøret og andre danske græsrodsbevægelser. De Grønne blev grundlagt af Steffen Vedsted og Preben Bjørn Madsen og er officielt stiftet den 3. oktober 1983. De Grønne repræsenterede de politiske holdninger blandt en meget bred vifte af græsrodbevægelser og andre grønne bevægelser og var i 1980'erne et parti, som spåedes en fremtid. På toppen af deres popularitet (1988) havde De Grønne 1.153 medlemmer.
I december 1984 blev partiet godkendt af Indenrigsministeriet og stillede op til folketingsvalgene i 1987, 1988 og 1990. Ved folketingsvalget 8. september 1987 fik De Grønne 47.076 stemmer (1,3%). Ved folketingsvalget 10. maj 1988 fik De Grønne 45.076 stemmer (1,4%). Ved folketingsvalget 12. december 1990 blev det kun til 23.037 stemmer (0,9%).
Trods det, at De Grønne ikke nåede at blive repræsenteret i Folketinget, har De Grønne været repræsenteret i enkelte kommunalbestyrelser og amtsråd, både direkte og indirekte (De Grønne tillader deres medlemmer at stille op på lokallister, typisk grønne lister). Således sad Julie Szabad for De Grønne i kommunalbestyrelsen for Gentofte Kommune mellem 1984 og 1990 og i Københavns Amtsråd fra 1989 til 1990. Landspolitisk må De Grønnes indflydelse siges at have begrænset sig til at tvinge andre politiske partier til at tage miljødebatten alvorligt.
Flere af de markante grønne politikere markerede sig siden på anden vis. Feministen Inger Brochmann blev en del af Farum-borgmesteren Peter Brixtoftes Ældreråd, og antikvitetshandleren Peter Rixen fortsatte som politiker i Venstre. Af de unge medlemmer endte Morten Rettig som kontroversiel SF'er, mens Steen Brastrup blev ejendomshandler.[kilde mangler] De Grønne var indtil april 2008 en del af De Europæiske Grønne – som er et samarbejde mellem Europas grønne partier, hvor SF har observatørstatus. De Grønne blev ekskluderet af De Europæiske Grønne, da De Grønne samarbejdede med Folkebevægelsen mod EU, der er medlem af en anden gruppe i Europaparlamentet.
De Grønne og enkeltmedlemmer har været i valgsamarbejde med Demokratisk Fornyelse, Grønne Demokrater, Folkebevægelsen mod EU samt Junibevægelsen. Efter flere forgæves forsøg med fælles opstillinger til folketingsvalg, besluttede De Grønne på ny at forsøge at slå igennem som et selvstændigt og uafhængigt parti. Ved udgangen af 2014 blev partiet dog opløst.